# Estación de Rennes
La estación de Rennes es una estación de ferrocarril francesa situada en el centro de la ciudad de Rennes, Bretaña. Forma parte de la ruta París-Brest, Rennes-Saint-Malo y Rennes-Redon.
La estación de Rennes se inauguró en 1857 y se encuentra a una distancia considerable a pie del centro de la ciudad. Sin embargo, desde esa fecha, la ciudad se ha expandido y ahora la estación se encuentra en la parte central de la ciudad. Tiene acceso a París en el TGV, un viaje de una hora y media, y sirve Bretaña con los trenes regulares a  Brest, Lannion, Nantes, Quimper  y Saint-Malo. El servicio de TGV también está disponible para otras ciudades de Francia como Lyon, Montpellier, Marseille, Lille, Aix-en-Provence y Strasbourg (Estrasburgo).